# Orissaare
Orissaare (em estoniano:  Orissaare vald) é um município rural estoniano localizado na região de Saaremaa.